# Utopia (álbum de Björk)
Utopia es el noveno álbum de estudio de la cantante islandesa Björk. Fue principalmente producido por Björk y por la productora de música electrónica venezolana Arca, publicado el 24 de noviembre de 2017 a través de One Little Independent Records.

## Publicación
Björk empezó a trabajar en Utopía después de publicar Vulnicura en 2015. Al ganar el premio "Artista Solista Internacional" en la entrega de premios Brit de 2016, Björk no compareció al estar ocupada grabando su nuevo álbum. En una entrevista publicada en marzo de 2016, Björk comparó componer "Paradise" en opocision a Vulnicura siendo "un infierno... como el divorcio." Hablando para la revista Fader en marzo de 2017, el director de películas y colaborador Andrew Thomas Huang dijo que había estado involucrado con Björk en su nuevo álbum, declarando "Solo una parte de el ya fue sido escrito", y que "el nuevo álbum miraría hacia el futuro de forma esperanzadora pienso que necesita salir ahora mismo"
Utopía fue anunciado en diferentes redes sociales el 2 de agosto de 2017 con una nota manuscrita por Björk. El primer sencillo "The Gate" (La puerta) fue lanzado por sorpresa la medianoche del 15 de septiembre. El mismo día, Björk anunció el título del álbum, Utopía, durante una entrevista con Nowness, declarando que recibió "mil sugerencias de nombre" y "no podría pensar cualquier cosa mejor," pero que podía cambiar. Finalmente fue lanzado el 24 de noviembre y la portada del disco se reveló al día siguiente. Los encargados de diseñar la portada del disco fueron los productores y directores frecuentes de Björk, Jesse Kanda y Arca, los cuales incorporaron una máscara de silicona diseñada por el fabricante James Alegre.
El 15 de noviembre de 2017, se lanzó el segundo sencillo de Utopía titulado, "Blissing Me", el cual contó con un vídeo musical dirigido por Tim Walker y Emma Dalzell, lanzado al día siguiente.
El álbum estuvo liberado el 24 de noviembre de 2017, quienes adquirieron el álbum recibieron criptomonedas en forma de 100 audiocoins (con un valor de $0.19), a través de una sociedad británica blockchain startup Blockpool.
Mientras promovía Utopía, Björk reveló que planea trabajar en una versión en vivo del álbum a principios de la primavera de 2018, este incluiría más notas de flautas que el original.

## Recepción crítica
Utopia recibió el reconocimiento de la crítica musical. En Metacritic, que asigna una calificación normalizada de 100 a las reseñas de los críticos principales, el álbum recibió una puntuación promedio de 82 según 35 reseñas, lo que indica "aclamación universal".
Al revisar  Utopía para The Boston Globe, Terence Cawley descubrió que el álbum "decididamente vanguardista y absolutamente hermoso" muestra a Björk y Arca "presionándose mutuamente para crear algo completamente único". In El AV Club, Kelsey J. Waite escribió que la presencia de Arca no resta valor a la "perfección" del álbum con el trabajo anterior de Björk, al tiempo que señala que "los experimentos del dúo nunca son tan indulgentes; se sienten como expresiones físicas y necesarias de las emociones elementales del álbum". Kitty Empire The Observer declaró que Utopía evita en gran medida los temas "austeros, extremos" de Vulnicura y en cambio "se remonta al amor natural de álbumes más antiguos como Biophilia y Vespertine, y la lujuria por defecto de la vida Björk ha exhibido a lo largo de su larga carrera, " mientras Will Hermes de Rolling Stone comentó que" irradia alegría y placer ". Heather Phares de AllMusic encontró que líricamente, el álbum no es "tan idílico como su título implica, pero su mezcla de idealismo y realismo lo convierte en un éxito aún mayor como un manifiesto para un amor radicalmente abiertoy como un documento de prosperidad después de la pérdida. " Spin Winston Cook-Wilson llamó el álbum" full-on A diferencia de todo, Björk ha intentado "y ha dado crédito a Björk por haber logrado" sorprender con una reinvención significativa y no forzada ".
Describiendo "Utopía" como "casi una experiencia sensorial", Leah Greenblatt de Entertainment Weekly fue más reservada en sus elogios, señalando que el enfoque del álbum en paisajes sonoros lo hacía menos accesible que los años 90 de Björk y la salida de principios de la década de 2000, a pesar de recomendar la continua afición de Björk por la reinvención artística. The Daily Telegraph crítico Neil McCormick encontró que el álbum carecía del enfoque emocional de Vulnicura, agregando que su concepto de "mujeres que huyen del patriarcado para formar una comunidad de eco-islas" era en gran parte indescifrable de las letras. Alexis Petridis de The Guardian sintió que pese a "la enorme cantidad de pensamiento y cuidado... gastado en el sonido del álbum", carece de melodías fuertes para anclar varias de sus pistas.

### Puestos Anuales
| Publicación                 | Lista                                         | Rango | Ref.   |
| --------------------------- | --------------------------------------------- | ----- | ------ |
| AllMusic                    | Más de 2017                                   |       | [ 30 ] |
| Baeble Música               | Superior 30 Álbumes de 2017                   | 11    | [ 31 ] |
| Dazed                       | Los 20 Álbumes Mejores de 2017                | 7     | [ 32 ] |
| Inundado en Sonido          | Álbumes favoritos de 2017                     | 15    | [ 33 ] |
| Revista de grieta           | Álbumes del Año 2017                          | 24    | [ 34 ] |
| Mixmag                      | Superior 50 Álbumes de 2017                   | 12    | [ 35 ] |
| El Pastel de Miel Salvaje   | Superior 30 Álbumes de 2017                   | 4     | [ 36 ] |
| Bajo el Radar               | Superior 100 Álbumes de 2017                  | 31    | [ 37 ] |
| El Quietus                  | Álbumes del Año 2017                          | 31    | [ 38 ] |
| Difusor                     | Superior 25 Álbumes de 2017                   | 14    | [ 39 ] |
| El dios Es En La televisión | Superior 50 Álbumes de 2017                   | 20    | [ 40 ] |
| AHORA Revista               | Los 10 Álbumes Mejores de 2017                | 6     | [ 41 ] |
| El Un.V. Club               | 20 Álbumes Mejores de 2017                    | 15    | [ 42 ] |
| Espín                       | 50 Álbumes Mejores de 2017                    | 29    | [ 43 ] |
| El Nuevo Yorker             | Amanda Petrusich Diez Álbumes Mejores de 2017 |       | [ 44 ] |
| Earbuddy                    | 100 Álbumes Mejores de 2017                   | 30    | [ 45 ] |
| Cintas de Mezcla minúscula  | Favorito 50 Liberaciones de Música de 2017    | 21    | [ 46 ] |
| Gigwise                     | 51 Álbumes Mejores de 2017                    | 27    | [ 47 ] |
| The New York Times          | Jon Pareles' Álbumes Mejores de 2017          | 5     | [ 48 ] |
| Pitchfork                   | Los 50 Álbumes Mejores de 2017                | 20    | [ 49 ] |
| El 405                      | Superior 20 Álbumes de 2017                   | 16    | [ 50 ] |
| Comercio áspero             | Álbumes mejores del Año 2017                  | 3     | [ 51 ] |
| Slant Revista               | Los 25 Álbumes Mejores de 2017                | 11    | [ 52 ] |
| Doble J                     | Los 50 Álbumes Mejores de 2017                | 24    | [ 53 ] |
| Stereogum                   | Los 50 Álbumes Mejores de 2017                | 28    | [ 54 ] |
| Albumism                    | 50 Álbumes Mejores de 2017                    | 8     | [ 55 ] |
| La Fábrica de Vinilo        | Los 50 Álbumes Mejores de 2017                | 50    | [ 56 ] |
| Slate                       | Álbumes mejores de 2017                       |       | [ 57 ] |
| Les Inrockuptibles          | 100 Álbumes Mejores de 2017                   | 48    | [ 58 ] |
| Radiofónico X               | Los 30 Álbumes Nuevos Mejores de 2017         |       | [ 59 ] |
| La Comunidad de Genio       | 50 Álbumes Mejores de 2017                    | 28    | [ 60 ] |
| HECHO                       | 50 Álbumes Mejores de 2017                    | 40    | [ 61 ] |
| Junkee                      | 10 Álbumes Mejores de 2017                    | 7     | [ 62 ] |
| BrooklynVegan               | Superior 50 Álbumes de 2017                   | 42    | [ 63 ] |
| Vinilo Me, Complacer        | Los 30 Álbumes Mejores de 2017                | 21    | [ 64 ] |

## Lista de canciones
Créditos adaptados iTunes. todas las letras escritas por Björk; todas las canciones producidas por Arca, con excepción las señaladas.

| N.º | Título                                  | Duración |  |
| 1.  | «Arisen My Senses»                      | 4:59     |  |
| 2.  | «Blissing Me»                           | 5:05     |  |
| 3.  | «The Gate»                              | 6:33     |  |
| 4.  | «Utopia»                                | 4:42     |  |
| 5.  | «Body Memory»                           | 9:46     |  |
| 6.  | «Features Creatures» (producer: Björk)  | 4:49     |  |
| 7.  | «Courtship»                             | 4:44     |  |
| 8.  | «Losss» (producers: Björk, Rabit, Arca) | 6:51     |  |
| 9.  | «Sue Me»                                | 4:57     |  |
| 10. | «Tabula Rasa»                           | 4:42     |  |
| 11. | «Claimstaker»                           | 3:18     |  |
| 12. | «Paradisia» (producer: Björk)           | 1:44     |  |
| 13. | «Saint»                                 | 4:41     |  |
| 14. | «Future Forever»                        | 4:47     |  |
| 15. | «Arpeggio (Bonus Track)»                | 4:09     |  |

Edicion en Vinilo

| Side one |                    |          |  |
| N.º      | Título             | Duración |  |
| 1.       | «Arisen My Senses» | 4:59     |  |
| 2.       | «Blissing Me»      | 5:05     |  |
| 3.       | «The Gate»         | 6:33     |  |

| Side two |                                         |          |  |
| N.º      | Título                                  | Duración |  |
| 4.       | «Body Memory»                           | 9:46     |  |
| 5.       | «Losss» (producers: Björk, Rabit, Arca) | 6:51     |  |

| Side three |             |          |  |
| N.º        | Título      | Duración |  |
| 6.         | «Utopia»    | 4:42     |  |
| 7.         | «Saint»     | 4:41     |  |
| 8.         | «Courtship» | 4:44     |  |
| 9.         | «Sue Me»    | 4:57     |  |

| Side four |                                        |          |  |
| N.º       | Título                                 | Duración |  |
| 10.       | «Tabula Rasa»                          | 4:42     |  |
| 11.       | «Claimstaker»                          | 3:18     |  |
| 12.       | «Paradisia» (producer: Björk)          | 1:44     |  |
| 13.       | «Features Creatures» (producer: Björk) | 4:49     |  |
| 14.       | «Future Forever»                       | 4:47     |  |

Notas
- The segue between "Blissing Me" and "The Gate" contains a sample from "Guanare/Barinas" by Jean C. Roché.[66]

## Rendimiento comercial
Utopía se situó en el puesto número 75 de la Billboard 200 en los Estados Unidos y número 25 en el Reino Unido, haciéndolo el álbum con más baja posición de Björk en ambos países. Debutó en número 48 encima Japón Oricon gráfico de Álbumes Semanales con 1,593 copias vendió en su primera semana de liberación en Japón.[cita requerida]

## Charts
| Lista (2017)                            | Posiciones |
| --------------------------------------- | ---------- |
| Australia (ARIA)                        | 22         |
| Austria (Ö3 Austria)                    | 23         |
| Bélgica (Ultratop Flandes)              | 18         |
| Bélgica (Ultratop Valonia)              | 34         |
| República Checa (ČNS IFPI)              | 40         |
| Países Bajos (Album Top 100)            | 29         |
| Finlandia (Suomen virallinen lista)     | 40         |
| Francia (SNEP)                          | 31         |
| Alemania (Media Control Charts)         | 26         |
| Irlanda (IRMA)                          | 31         |
| Italia (FIMI)                           | 34         |
| Japanese Albums (Oricon)                | 48         |
| Japanese International Albums (Oricon)  | 13         |
| New Zealand Heatseeker Albums (RMNZ)    | 3          |
| Portugal (AFP)                          | 10         |
| Escocia (Scottish Albums Chart)         | 27         |
| España (PROMUSICAE)                     | 24         |
| Suecia (Sverigetopplistan)              | 28         |
| Suiza (Schweizer Hitparade)             | 12         |
| Reino Unido (UK Albums Chart)           | 25         |
| Reino Unido (UK Independent Albums)     | 10         |
| Estados Unidos (Billboard 200)          | 75         |
| Estados Unidos (Independent Albums)     | 4          |
| Estados Unidos (Top Alternative Albums) | 3          |
| Estados Unidos (Top Tastemaker Albums)  | 2          |